# Umspannwerk Altheim
Das Umspannwerk Altheim ist ein Umspannwerk im Essenbacher Ortsteil Altheim. Es befindet sich neben dem Wasserkraftwerk Altheim. Als wichtiger Bestandteil der Stromversorgung in Niederbayern verfügt es über die Spannungsebenen 220 und 110 kV. Darüber hinaus spielte es als erste Anlage dieser Größenordnung in Bayern und Bestandteil der Reichssammelschiene eine wichtige Rolle in der Entwicklung des bayerischen bzw. gesamtdeutschen Übertragungsnetzes.
Heute wird das Umspannwerk durch die Unternehmen TenneT TSO (220 kV) sowie die E.ON-Tochter Bayernwerk (110 kV) betrieben.

## Geschichte
Das Umspannwerk wurde als Teil der sogenannten Reichssammelschiene errichtet. 2015 bis 2019 erfolgte ein Neubau der Anlage. Der geplante Ersatzneubau der Reichssammelschiene als Juraleitung von Raitersaich über Ludersheim und Sittling endet in Altheim, ebenso wie der Ersatzneubau nach St. Peter, der sich im Planfeststellungsverfahren befindet.

## Freileitungen
Alle vom Umspannwerk wegführenden Stromkreise sind als Freileitung ausgeführt. Folgende Verbindungen existieren heute:
| Netzbetreiber | Spannung | Strom- kreis -Nr. | Zielort/-station      | Baujahr | Himmels- richtung | Bemerkungen                  |
| ------------- | -------- | ----------------- | --------------------- | ------- | ----------------- | ---------------------------- |
| TenneT TSO    | 220 kV   |                   | Sittling – Ludersheim |         | Nord              | Teil der Reichssammelschiene |
| TenneT TSO    | 220 kV   |                   | St. Peter am Hart     |         | Süd               |                              |
| Bayernwerk    | 110 kV   |                   | Vilsbiburg; Winhöring |         | Süd               |                              |
| Bayernwerk    | 110 kV   |                   | Neufahrn              |         | Nord              |                              |
| Bayernwerk    | 110 kV   |                   | Altdorf               |         | West              |                              |
| Bayernwerk    | 110 kV   |                   | Landshut              |         | West              |                              |
|               | 110 kV   |                   | Isar 2                |         | Ost               |                              |